# 2013 JR64
2013 JR64, também escrito como 2013 JR64, é um objeto transnetuniano que está localizado no disco disperso, uma região do Sistema Solar. Ele possui uma magnitude absoluta de 8,8 e tem um diâmetro estimado de 76 km.

## Descoberta
2013 JR64 foi descoberto no dia 8 de maio de 2013 pelo Outer Solar System Origins Survey.

## Órbita
A órbita de 2013 JR64 tem uma excentricidade de 0,544 e possui um semieixo maior de 78,233 UA. O seu periélio leva o mesmo a uma distância de 35,640 UA em relação ao Sol e seu afélio a 121 UA.